# Władysława Piechowska
Władysława Piechowska de domo Buttowt-Andrzeykowicz (ur. 2 maja 1900 w Tupałach, pow. kowelski na Wołyniu, zm. 21 czerwca 1987 w Warszawie) – działaczka polskiego kobiecego ruchu niepodległościowego, twórczyni kobiecych organizacji wojskowych, działaczka Polskiej Organizacji Wojskowej. Pierwsza inspektorka Pomocniczej Służby Kobiet. Uczestniczka wojny polsko-bolszewickiej oraz II wojny światowej. 

## Życiorys
Córka Tadeusza i Czesławy z Kociejowskich. W 1910 r. rozpoczęła naukę w Gimnazjum Maryjskie w Żytomierzu. W czasie nauki w gimnazjum należała do Bratniaka oraz Koła Samokształceniowego. W 1915 r., wobec zagrożenia Żytomierza działaniami wojennymi, została zabrana przez rodzinę do Połtawy, gdzie uczyła się w prywatnym gimnazjum Archetnarumowej. Do Żytomierza powróciła do Żytomierza i ukończyła gimnazjum. W tym okresie związała się z Polską Organizacją Wojskową, była jedną z założycielek kobiecej komórki POW w Żytomierzu. 
Wyjechała do Kijowa i rozpoczęła studia w Kolegium Uniwersyteckim. W 1919 r. odbyła praktyki chirurgiczne w szpitalu w Żytomierzu. Nadal działała w POW, w 1919 r. została włączona do partyzanckiego Oddziału Lotnego Czumaka. Podczas wojny polsko-bolszewickiej należała do Sekcji Kurierek, Sekcja Propagandy i Oświaty Naczelnego Dowództwa. Służyła jako oficer oświatowy 12 dywizji piechoty w Tarnopolu. W II RP działała w organizacjach kombatanckich, m.in. w Komisji Historycznej PWK oraz Rodzinie Legionistów i Peowiaków. W Przysposobieniu Wojskowym Kobiet pełniła funkcję instruktorki.
Po kampanii wrześniowej włączyła się w działalność konspiracyjną, uczestnicząc m.in. w tworzeniu ZWZ. W Okręgu Lwów była sekretarką Rady Narodowej przy Komendzie ZWZ-2 oraz kierowniczką łączności i wydziału politycznego. Została aresztowana 16 września 1940 r. trafiła do więzienia w Zamarystynowie, następnie na Łubiance. 23 czerwca została przeniesiona do więzienia w Wiatce. Po podpisaniu układu Sikorski-Majski została 16 sierpnia 1941 r. Trafiła do Dowództwa Armii Polskiej w ZSRR, gdzie rozpoczęła organizację służb kobiecych. Została Komendantką Główną Pomocniczej Służby Kobiet utworzonej przy armii gen. Andersa w Buzułuku. 23 marca 1942 r. wyjechała do Iraku z pierwszym transportem ochotniczek.

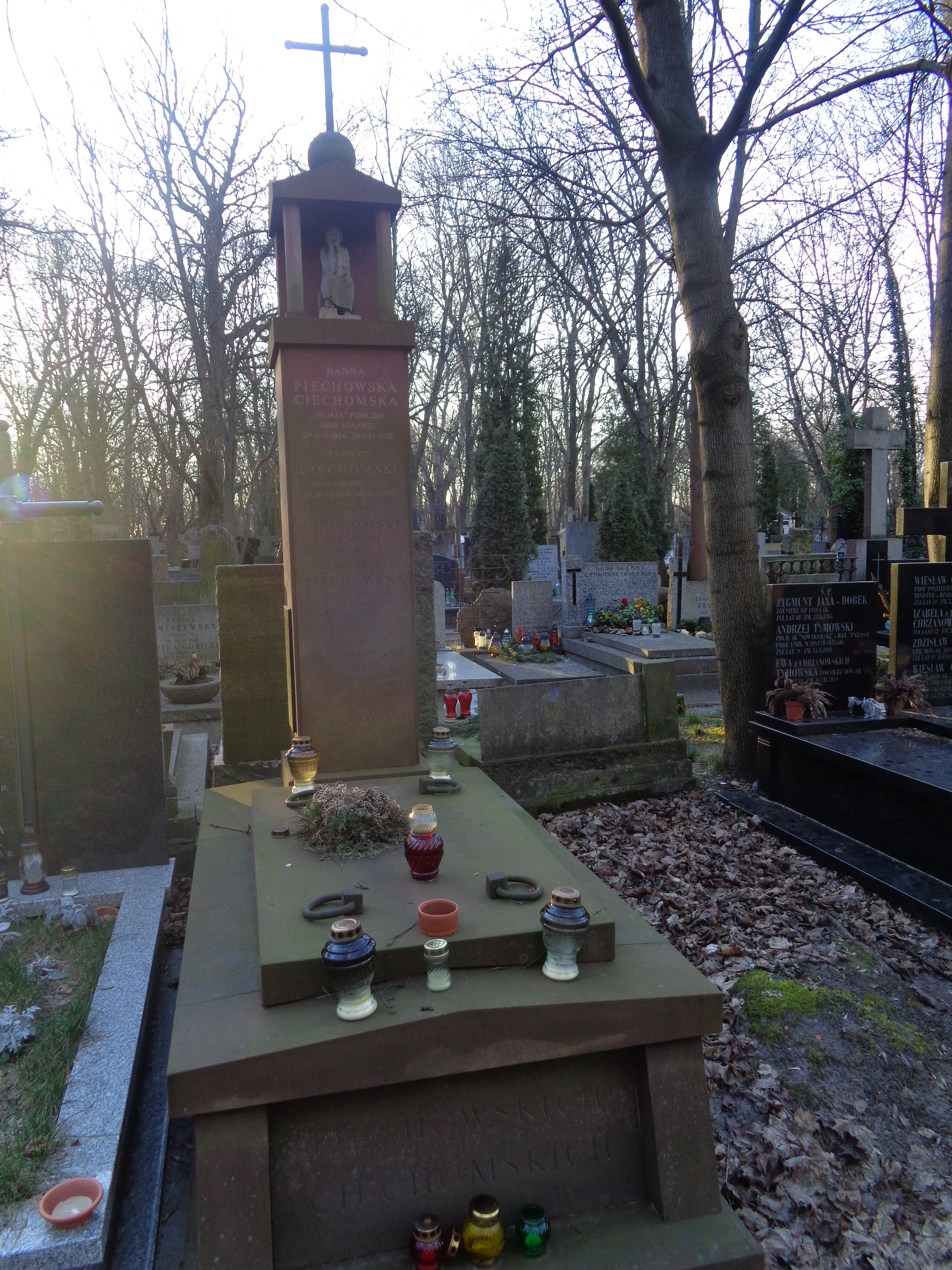
Nagrobek na Cmentarzu Powązkowskim

Po zakończeniu działań wojennych zdecydowała się na powrót do Polski. W kwietniu 1948 r. rozpoczęła pracę w Centralnej Spółdzielni Mleczarskiej i Drobiu jako kierownik działu organizacyjnego. W czerwcu 1950 r. została kierownikiem zaopatrzenia Hurtowni nr 1 w Warszawie w Centrali Chemicznej i Argedzie, pracowała tam do przejścia na emeryturę w styczniu 1961 r. Działała w organizacjach kombatanckich. Zmarła w 1987 r., została pochowana na cmentarzu Powązkowskim w Warszawie (kwatera 229-3-26).

## Ordery i odznaczenia
- Krzyż Niepodległości z Mieczami,
- Krzyż Walecznych – dwukrotnie, (1921 r.),
- Krzyż Armii Krajowej (1972 r.),
- War Medal 1939-1945 (20.01.1947 r.).